# Paulina Gaitán
Paulina Gaitán Ruíz (Città del Messico, 19 febbraio 1992) è un'attrice messicana.

## Filmografia

### Cinema
- Animales en peligro (2004)
- I figli della guerra (2004)
- Morirse en domingo (2006)
- Trade (2007)
- Cuando las cosas suceden (2007)
- Cielo (2007)
- Insignificant Things (2008)
- Sin nombre (2009)
- Codicia (2009)
- La mitad del mundo (2009)
- En Tus Manos (2010)
- We Are What We Are (2010)
- La cebra (2011)
- Inocencia (2011)
- Días de gracia (2011)
- El Bukanas (2011)
- Matilde (2012)
- Las paredes hablan (2012)
- Hermanas (2012)
- Deseo (2013)
- Ni aquí ni allá (2013)
- Four Moons (2014)
- Eddie Reynolds y Los Ángeles de Acero (2014)
- Crossing point (2015)
- Las Aparicio (2015)
- Ruta madre (2015)
- Maquíllame Otra Vez, regia di Guillermo Calderón (2023)

### Televisione
- Mujer, Casos de la Vida Real - serie TV, 1 episodio (1992)
- Las Aparicio - serie TV (2010)
- Capadocia (Capadocia: Un Lugar sin Perdón) - serie TV (2010)
- The River - serie TV (2012)
- Sr. Ávila - serie TV (2013)
- Señorita Pólvora - serie TV (2015)
- Narcos - serie TV (2015-2016)
- Diablo Guardian - serie TV (2017)
- Le Indagini di Belascoaràn - serie TV (2022)